# Brou
Pour les articles homonymes, voir Brou (homonymie).
Brou est une commune française située dans le département d’Eure-et-Loir en région Centre-Val de Loire.

## Géographie

### Localisation
La commune de Brou, située dans la région naturelle de la Beauce mais pas loin du Perche, est traversée d'ouest en est par l'Ozanne, affluent en rive droite du Loir.

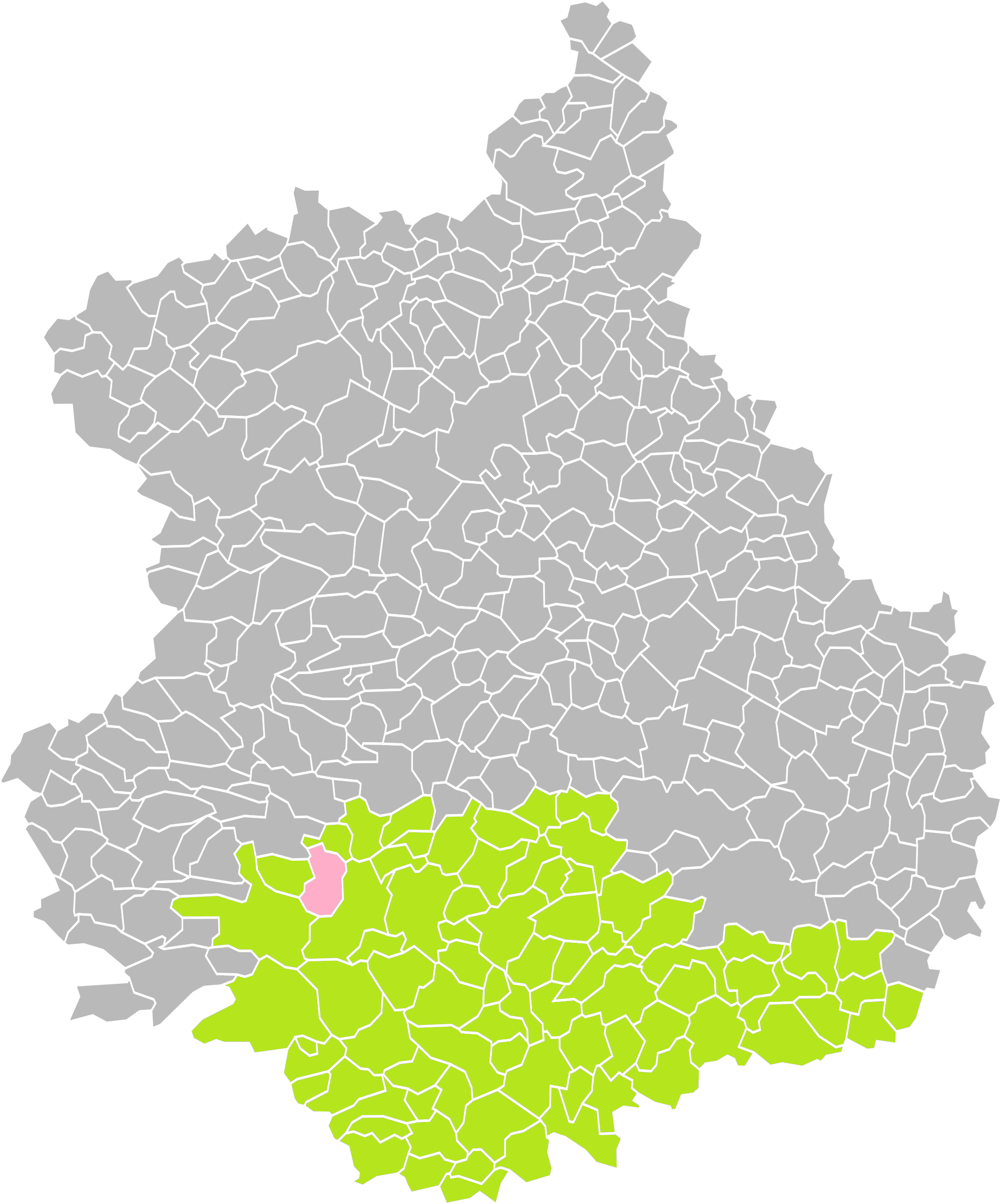
Position de Brou (en rose) dans l'arrondissement de Châteaudun (en vert) du département d'Eure-et-Loir (grisé).

| Frazé               | Mottereau | Vieuvicq |
| Dampierre-sous-Brou | Brou      |          |
| Unverre             |           | Yèvres   |

### Sismicité
Commune située en zone de sismicité très faible.

### Hydrographie et les eaux souterraines
La commune est traversée par la rivière l'Ozanne, affluent du Loir et sous-affluent du fleuve la Loire par la Sarthe et la Maine. Brou bénéficie d'une station hydrologique depuis 1850 : la hauteur maximale instantanée, relevée le 2 février 2013, est de 0,622 m.

### Climat
Pour des articles plus généraux, voir Climat du Centre-Val de Loire et Climat d'Eure-et-Loir.
En 2010, le climat de la commune est de type climat océanique dégradé des plaines du Centre et du Nord, selon une étude du CNRS s'appuyant sur une série de données couvrant la période 1971-2000. En 2020, Météo-France publie une typologie des climats de la France métropolitaine dans laquelle la commune est exposée à un climat océanique altéré et est dans la région climatique Moyenne vallée de la Loire, caractérisée par une bonne insolation (1 850 h/an) et un été peu pluvieux.
Pour la période 1971-2000, la température annuelle moyenne est de 10,6 °C, avec une amplitude thermique annuelle de 15,2 °C. Le cumul annuel moyen de précipitations est de 676 mm, avec 11,3 jours de précipitations en janvier et 7,4 jours en juillet. Pour la période 1991-2020, la température moyenne annuelle observée sur la station météorologique de Météo-France la plus proche, sur la commune de Miermaigne à 13 km à vol d'oiseau, est de 11,1 °C et le cumul annuel moyen de précipitations est de 755,3 mm,. Pour l'avenir, les paramètres climatiques de la commune estimés pour 2050 selon différents scénarios d'émission de gaz à effet de serre sont consultables sur un site dédié publié par Météo-France en novembre 2022.

## Urbanisme

### Typologie
Au 1er janvier 2024, Brou est catégorisée bourg rural, selon la nouvelle grille communale de densité à 7 niveaux définie par l'Insee en 2022.
Elle appartient à l'unité urbaine de Brou, une agglomération intra-départementale dont elle est ville-centre,. Par ailleurs la commune fait partie de l'aire d'attraction de Brou, dont elle est la commune-centre,. Cette aire, qui regroupe 7 communes, est catégorisée dans les aires de moins de 50 000 habitants,.

### Occupation des sols
L'occupation des sols de la commune, telle qu'elle ressort de la base de données européenne d’occupation biophysique des sols Corine Land Cover (CLC), est marquée par l'importance des territoires agricoles (85,4 % en 2018), en diminution par rapport à 1990 (88 %). La répartition détaillée en 2018 est la suivante : 
terres arables (73,9 %), zones urbanisées (10,8 %), prairies (9,5 %), zones agricoles hétérogènes (2 %), zones industrielles ou commerciales et réseaux de communication (1,8 %), eaux continentales (1,7 %), forêts (0,3 %). L'évolution de l’occupation des sols de la commune et de ses infrastructures peut être observée sur les différentes représentations cartographiques du territoire : la carte de Cassini (XVIIIe siècle), la carte d'état-major (1820-1866) et les cartes ou photos aériennes de l'IGN pour la période actuelle (1950 à aujourd'hui).

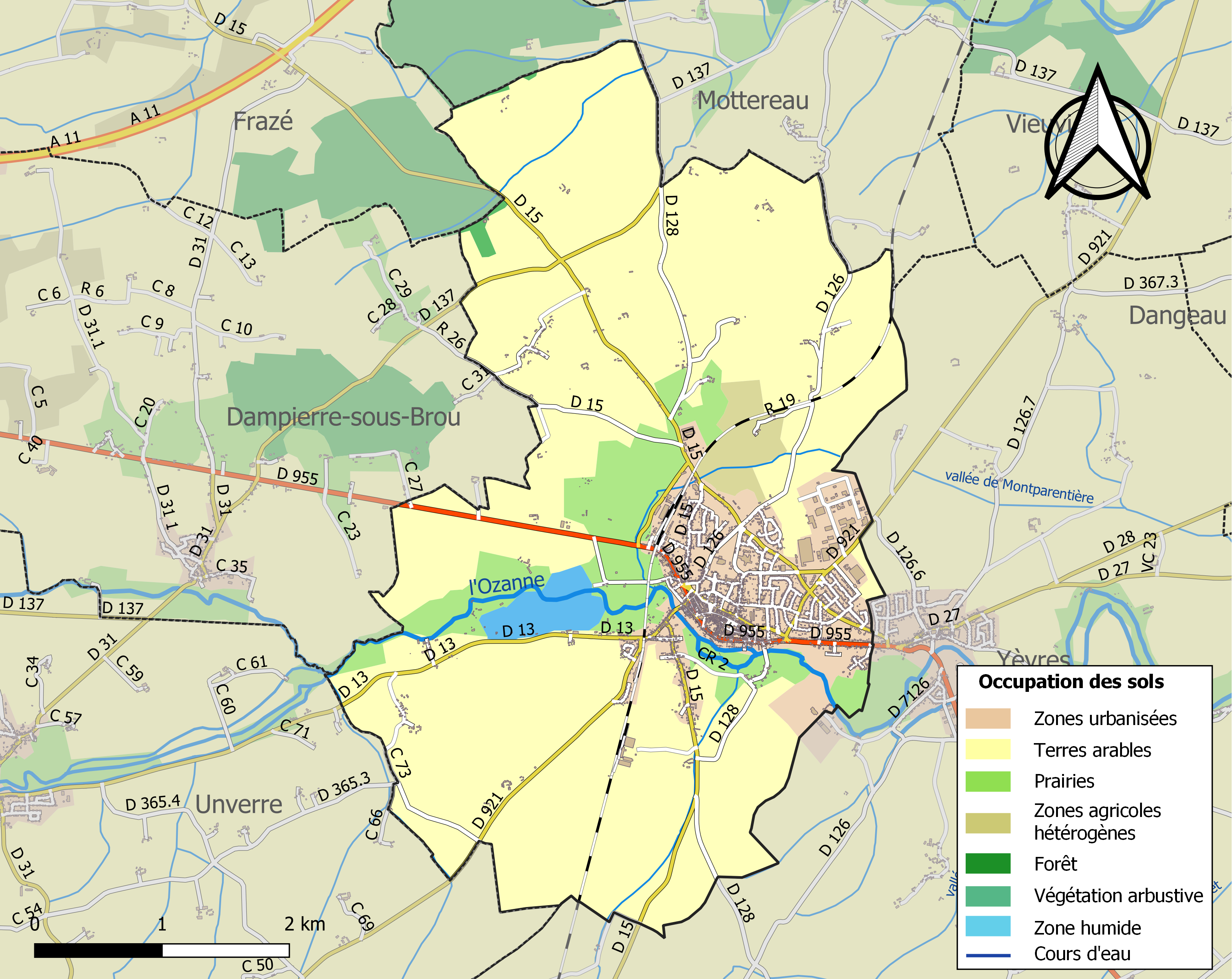
Carte des infrastructures et de l'occupation des sols de la commune en 2018 (CLC).

### Risques majeurs
Le territoire de la commune de Brou est vulnérable à différents aléas naturels : météorologiques (tempête, orage, neige, grand froid, canicule ou sécheresse), inondations, mouvements de terrains et séisme (sismicité très faible). Il est également exposé à deux risques technologiques, le transport de matières dangereuses et  le risque industriel. Un site publié par le BRGM permet d'évaluer simplement et rapidement les risques d'un bien localisé soit par son adresse soit par le numéro de sa parcelle.

#### Risques naturels
Certaines parties du territoire communal sont susceptibles d’être affectées par le risque d’inondation par débordement de cours d'eau, notamment le Sainte-Suzanne et l'Ozanne. La commune a été reconnue en état de catastrophe naturelle au titre des dommages causés par les inondations et coulées de boue survenues en 1995, 1999 et 2021,.

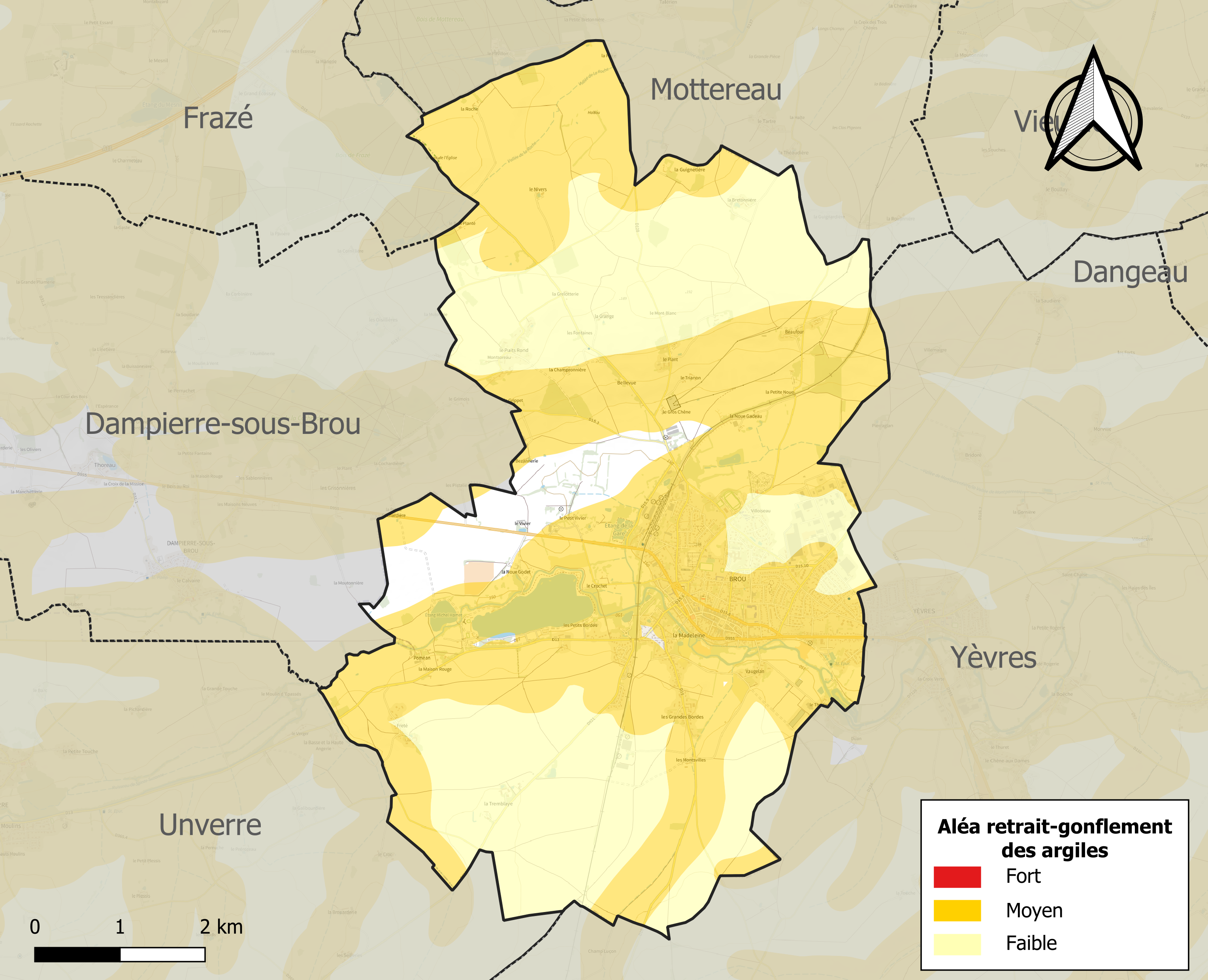
Carte des zones d'aléa retrait-gonflement des sols argileux de Brou.

Les mouvements de terrains susceptibles de se produire sur la commune sont des mouvements de sols liés à la présence d'argile et des affaissements et effondrements liés aux cavités souterraines (hors mines). L'inventaire national des cavités souterraines permet de localiser celles situées sur la commune.
Le retrait-gonflement des sols argileux est susceptible d'engendrer des dommages importants aux bâtiments en cas d’alternance de périodes de sécheresse et de pluie. 59,1 % de la superficie communale est en aléa moyen ou fort (52,8 % au niveau départemental et 48,5 % au niveau national). Sur les 1 598 bâtiments dénombrés sur la commune en 2019, 1378 sont en aléa moyen ou fort, soit 86 %, à comparer aux 70 % au niveau départemental et 54 % au niveau national. Une cartographie de l'exposition du territoire national au retrait gonflement des sols argileux est disponible sur le site du BRGM,.
Concernant les mouvements de terrains, la commune a été reconnue en état de catastrophe naturelle au titre des dommages causés par la sécheresse en 2003 et par des mouvements de terrain en 1999.

#### Risques technologiques
La commune est exposée au risque industriel du fait de la présence sur son territoire d'une entreprise soumise à la directive européenne SEVESO.
Le risque de transport de matières dangereuses sur la commune est lié à sa traversée par des infrastructures routières ou ferroviaires importantes ou la présence d'une canalisation de transport d'hydrocarbures. Un accident se produisant sur de telles infrastructures est en effet susceptible d’avoir des effets graves au bâti ou aux personnes jusqu’à 350 m, selon la nature du matériau transporté. Des dispositions d’urbanisme peuvent être préconisées en conséquence.

### Transports et voies de communication

#### Axes routiers
L'autoroute A11, l'Océane, est accessible à Illiers-Combray, distant d'environ 13 km via la D921, route reliant Brou à Chartres (entrée-sortie no 3.1), et à Luigny, situé à une distance à peu près équivalente via cette fois çi la D955, route reliant Châteaudun à Nogent-le-Rotrou (entrée-sortie no 4).

#### Transports en commun

##### Axes ferroviaires
Brou est desservie, entre Chartres et Courtalain - Saint-Pellerin, par des trains du réseau TER Centre de la ligne de Chartres à Bordeaux-Saint-Jean.

## Toponymie
Le nom de la localité est attesté sous les formes Braiolum vers 1030 ; Braiol en 1060, Braitum en 1095 ; Braiacum en 1110 ; Braiotum en 1250 ; Braiorum Castrum, Bragaotum en 1500 ; Brou la Noble en 1620 ; Brou sur l'Ozanne en 1626.
De l’oïl brou qui a dû avoir le même sens que le mot gaulois bracu signifiant « boue, fange ».

## Histoire

### Moyen Âge et époque moderne
Brou devient très tôt un lieu de commerce actif. Le marché est cité avant le XIIIe siècle. Brou, dite « la Noble » était l'une des cinq baronnies du Perche-Gouët. Quelques ruines de l'ancien prieuré Saint-Romain et des vestiges d'une ancienne église du XIIe siècle demeurent visibles. Un doyen de Brou est mentionné avant 1070.
L'église de Saint-Romain est mentionnée entre 1101 et 1129, l'église Saint-Lubin '"sancti Leobini") dans la période 1092-1120, en 1124 et comme siège d'un presbytère dans la période 1136-1148.
La ville connaît de grandes transformations au XVIe siècle et l’église est agrandie. Il ne reste cependant que peu de traces du passé de Brou : seules l’église Saint-Lubin, la chapelle Saint-Marc et quelques maisons à colombages subsistent.

Armes de Florimond Robertet.

En 1509, l'évêque de Chartres, Érard de La Marck, offre la seigneurie de Brou à Florimond Robertet, alors l'un des principaux ministres du roi Louis XII.

### Époque contemporaine

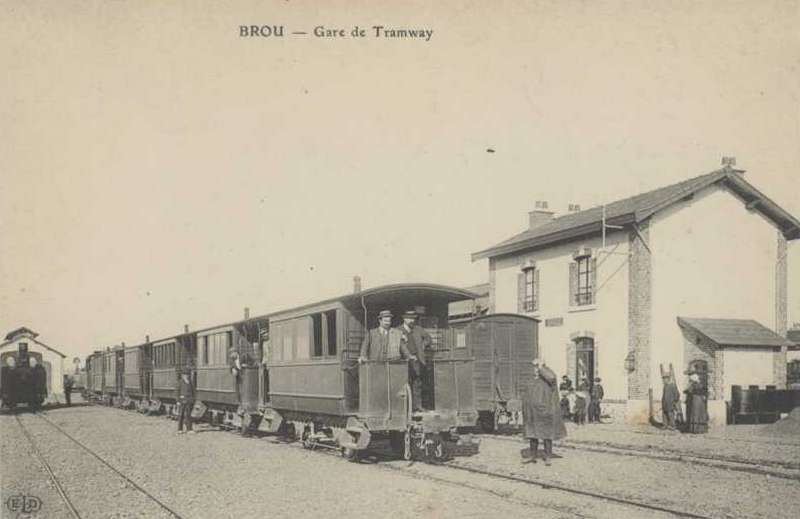
Gare de tramway de Brou en 1910.

- La gare de Brou est mise en service par la Compagnie du chemin de fer d'Orléans à Rouen lors de l'ouverture de sa ligne de Chartres à Brou le 7 mai 1876[30], section de la future ligne de Chartres à Bordeaux-Saint-Jean.
- En 1910, Brou possède également une gare des Tramways d'Eure-et-Loir : les lignes Brou-Nogent-le-Rotrou et  Brou-Bonneval sont ouvertes en 1908.

- Entre le 29 janvier et le 8 février 1939, plus de 2 000 réfugiés espagnols fuyant l'effondrement de la Seconde République espagnole devant les troupes de Franco, arrivent en Eure-et-Loir. Devant l'insuffisance des structures d'accueil (le camp de Lucé et la prison de Châteaudun rouverte pour l’occasion), 53 villages sont mis à contribution[31], dont Brou[32].

Les réfugiés, essentiellement des femmes et des enfants (les hommes sont désarmés et retenus dans le sud de la France), sont soumis à une quarantaine stricte, vaccinés, le courrier est limité, le ravitaillement, s'il est peu varié et cuisiné à la française, est cependant assuré. Une partie des réfugiés rentrent en Espagne, incités par le gouvernement français qui facilite les conditions du retour, mais en décembre, 922 ont préféré rester et sont rassemblés à Dreux et Lucé.
- La commune a abrité une usine à gaz, qui a laissé des sols très pollués.
- Un journal hebdomadaire rayonne sur l'Eure-et-Loir et l'arrondissement de Vendôme, L'Écho de Brou. Il diffuse quelques actualités locales et nationales, l'agenda des sorties, les dernières délibérations politiques locales, l'état civil ainsi que des annonces légales.
- Du fait de sa position centrale entre la Beauce, sa terre nourricière, et le Perche, et ses élevages, la ville était et reste un important marché. La Laiterie parisienne, dont les produits étaient donnés à la capitale, était basée à Brou, faisant travailler de nombreux éleveurs de la région.

## Politique et administration

### Élections municipales du 15 mars 2020
- Maire sortant : Philippe Masson
- 23 sièges à pourvoir au conseil municipal (population légale 2017 : 3 403 habitants)
- 4 sièges à pourvoir au conseil communautaire (communauté de communes du Grand Châteaudun)

Tous les sièges sont pourvus lors de ce premier tour par la liste unique de Philippe Masson.

### Liste des maires

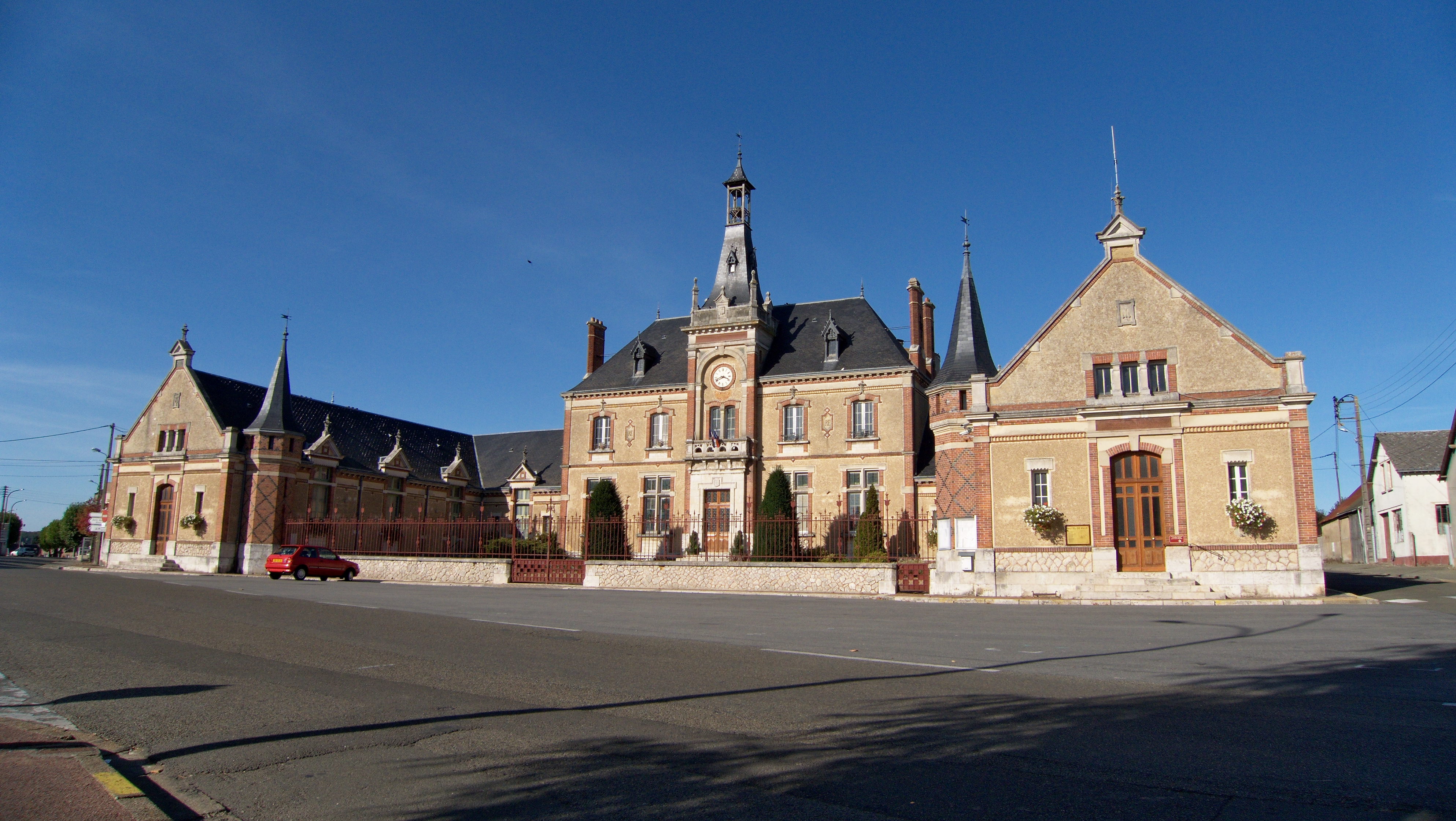
Mairie de Brou.

| Période | Période  | Identité             | Étiquette | Qualité    |
| ------- | -------- | -------------------- | --------- | ---------- |
| 1945    | 1947     | Fernand Breuillard   |           |            |
| 1947    | 1950     | Georges Bredier      |           |            |
| 1950    | 1953     | Jules Noël Lamirault |           |            |
| 1953    | 1965     | Robert Bredier       |           |            |
| 1965    | 1981     | Marcel Bordet        |           |            |
| 1981    | 1995     | Jean Granger         | UDF       |            |
| 1995    | 2001     | Jean-Claude Philippe |           |            |
| 2001    | En cours | Philippe Masson,     | UDI       | Pharmacien |

### Budget et fiscalité 2016
En 2016, le budget de la commune était constitué ainsi :
- total des produits de fonctionnement : 3 618 000 €, soit 1 040 € par habitant ;
- total des charges de fonctionnement : 3 573 000 €, soit 1 027 € par habitant ;
- total des ressources d’investissement : 772 000 €, soit 222 € par habitant ;
- total des emplois d’investissement : 797 000 €, soit 229 € par habitant.
- endettement : 2 722 000 €, soit 782 € par habitant.

Avec les taux de fiscalité suivants :
- taxe d’habitation : 13,40 % ;
- taxe foncière sur les propriétés bâties : 23,35 % ;
- taxe foncière sur les propriétés non bâties : 36,19 % ;
- taxe additionnelle à la taxe foncière sur les propriétés non bâties : 0,00 % ;
- cotisation foncière des entreprises : 0,00 %.

Chiffres clés Revenus et pauvreté des ménages en 2014 : Médiane en 2014 du revenu disponible, par unité de consommation : 18 693 €.

### Intercommunalité
Jusqu'en 2016, la commune adhère à la communauté de communes du Perche-Gouët, puis rejoint le 1er janvier 2017 la communauté de communes du Grand Châteaudun.

### Jumelages
| Ville | Ville                   | Pays | Pays        | Période         |
| ----- | ----------------------- | ---- | ----------- | --------------- |
|       | East Preston            |      | Royaume-Uni |                 |
|       | Frankenberg             |      | Allemagne   | depuis mai 1967 |
|       | Seekirchen am Wallersee |      | Autriche    |                 |

En outre, Brou fait partie de l’association des amis des jumelages du canton de Brou.

### Politique environnementale

#### Cadre de vie
Dans son palmarès 2016, le Conseil national de villes et villages fleuris de France a attribué deux fleurs à la commune au Concours des villes et villages fleuris.

## Population et société

### Démographie

#### Évolution démographique
L'évolution du nombre d'habitants est connue à travers les recensements de la population effectués dans la commune depuis 1793. Pour les communes de moins de 10 000 habitants, une enquête de recensement portant sur toute la population est réalisée tous les cinq ans, les populations de référence des années intermédiaires étant quant à elles estimées par interpolation ou extrapolation. Pour la commune, le premier recensement exhaustif entrant dans le cadre du nouveau dispositif a été réalisé en 2005.

En 2022, la commune comptait 3 245 habitants, en évolution de −4,05 % par rapport à 2016 (Eure-et-Loir : −0,23 %, France hors Mayotte : +2,11 %).
| 1793  | 1800  | 1806  | 1821  | 1831  | 1836  | 1841  | 1846  | 1851  |
| ----- | ----- | ----- | ----- | ----- | ----- | ----- | ----- | ----- |
| 1 845 | 1 893 | 1 982 | 2 010 | 2 263 | 2 389 | 2 444 | 2 442 | 2 345 |

| 1856  | 1861  | 1866  | 1872  | 1876  | 1881  | 1886  | 1891  | 1896  |
| ----- | ----- | ----- | ----- | ----- | ----- | ----- | ----- | ----- |
| 2 247 | 2 368 | 2 392 | 2 338 | 2 451 | 2 455 | 2 531 | 2 656 | 2 795 |

| 1901  | 1906  | 1911  | 1921  | 1926  | 1931  | 1936  | 1946  | 1954  |
| ----- | ----- | ----- | ----- | ----- | ----- | ----- | ----- | ----- |
| 2 923 | 2 928 | 2 928 | 2 611 | 2 664 | 2 757 | 2 763 | 2 903 | 2 901 |

| 1962  | 1968  | 1975  | 1982  | 1990  | 1999  | 2005  | 2006  | 2010  |
| ----- | ----- | ----- | ----- | ----- | ----- | ----- | ----- | ----- |
| 3 270 | 3 501 | 3 614 | 3 825 | 3 803 | 3 713 | 3 604 | 3 572 | 3 471 |

| 2015  | 2020  | 2022  | - | - | - | - | - | - |
| ----- | ----- | ----- | - | - | - | - | - | - |
| 3 374 | 3 265 | 3 245 | - | - | - | - | - | - |

### Enseignement
La ville de Brou possède deux écoles maternelles : Le Chat Perché et Saint-Paul. De plus, Brou dispose de deux écoles élémentaires : Saint-Paul et Jules-Verne
Enfin, la ville possède deux collèges : un collège privé, Saint-Paul et un collège public, Florimond-Robertet.

### Santé
L'établissement d'hébergement pour personnes âgées dépendantes (EHPAD) les Orêlies est un établissement moderne doté d'une centaine de places.

### Cultes
Le culte catholique s'exerce dans la paroisse Saint Romain aux Marches du Perche, relevant du doyenné du Perche du diocèse de Chartres,.

## Culture locale et patrimoine

### Édifices religieux

#### Église Saint-Lubin
Comme la majorité des églises de la région Centre-Val de Loire, la construction de l’église Saint-Lubin remonte au XIIe siècle et probablement à la fin du XIe siècle puisqu'elle est mentionnée entre 1092 et 1120.
Aux XVe et XVIe siècles, elle est agrandie d’un bas-côté au sud et d’un transept. En 1620, l’abbé Adrien Bourdoise fait construire la sacristie.
En raison d’un incendie du clocher, provoqué par la foudre en 1813, la flèche en bois est remplacée par une tour carrée en 1822. La cloche est de 1634. Le mobilier date du XVIIIe siècle. Les statues et tableaux sont également nombreux à l’intérieur de l’église.

L’église Saint-Lubin
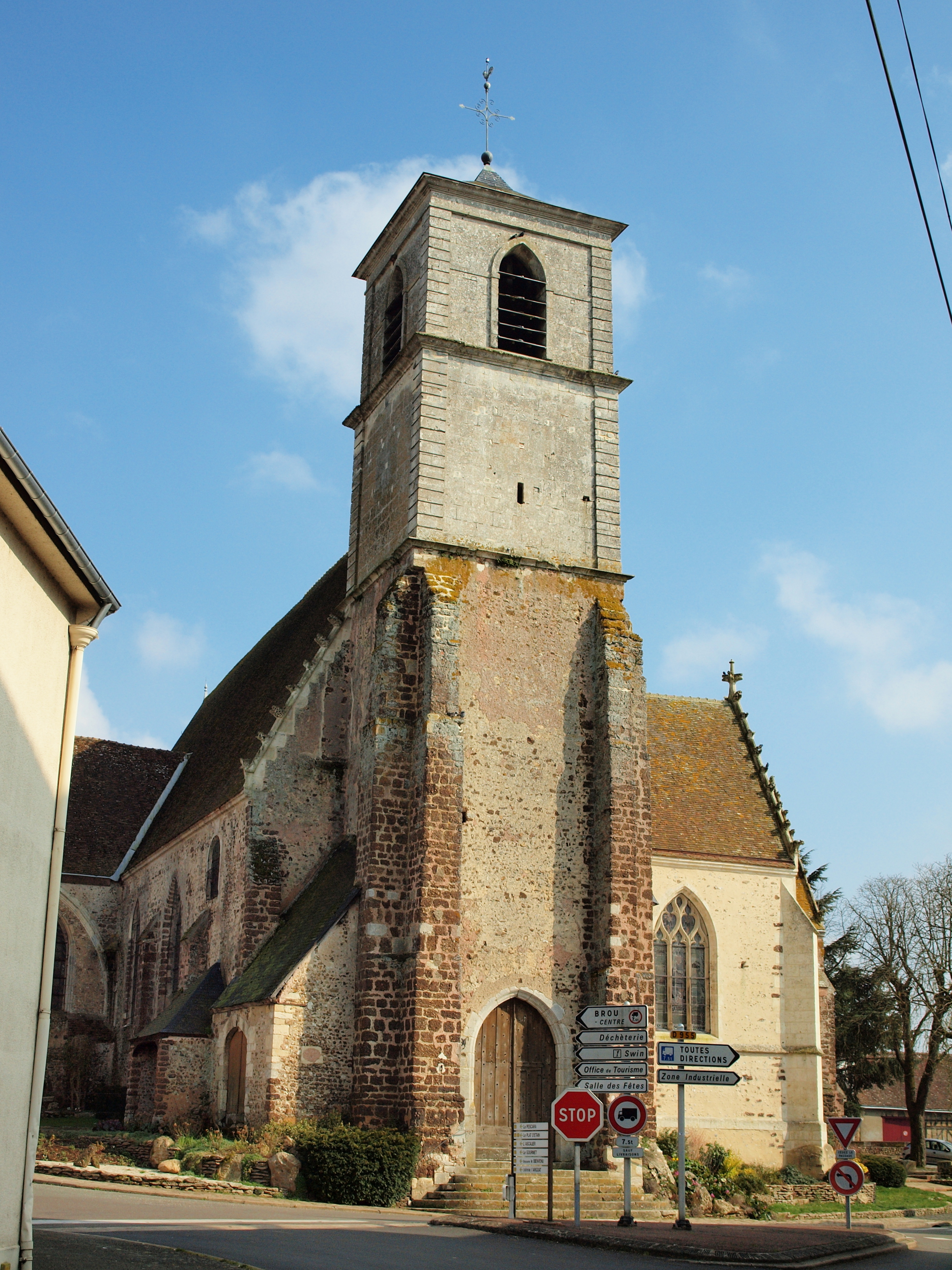
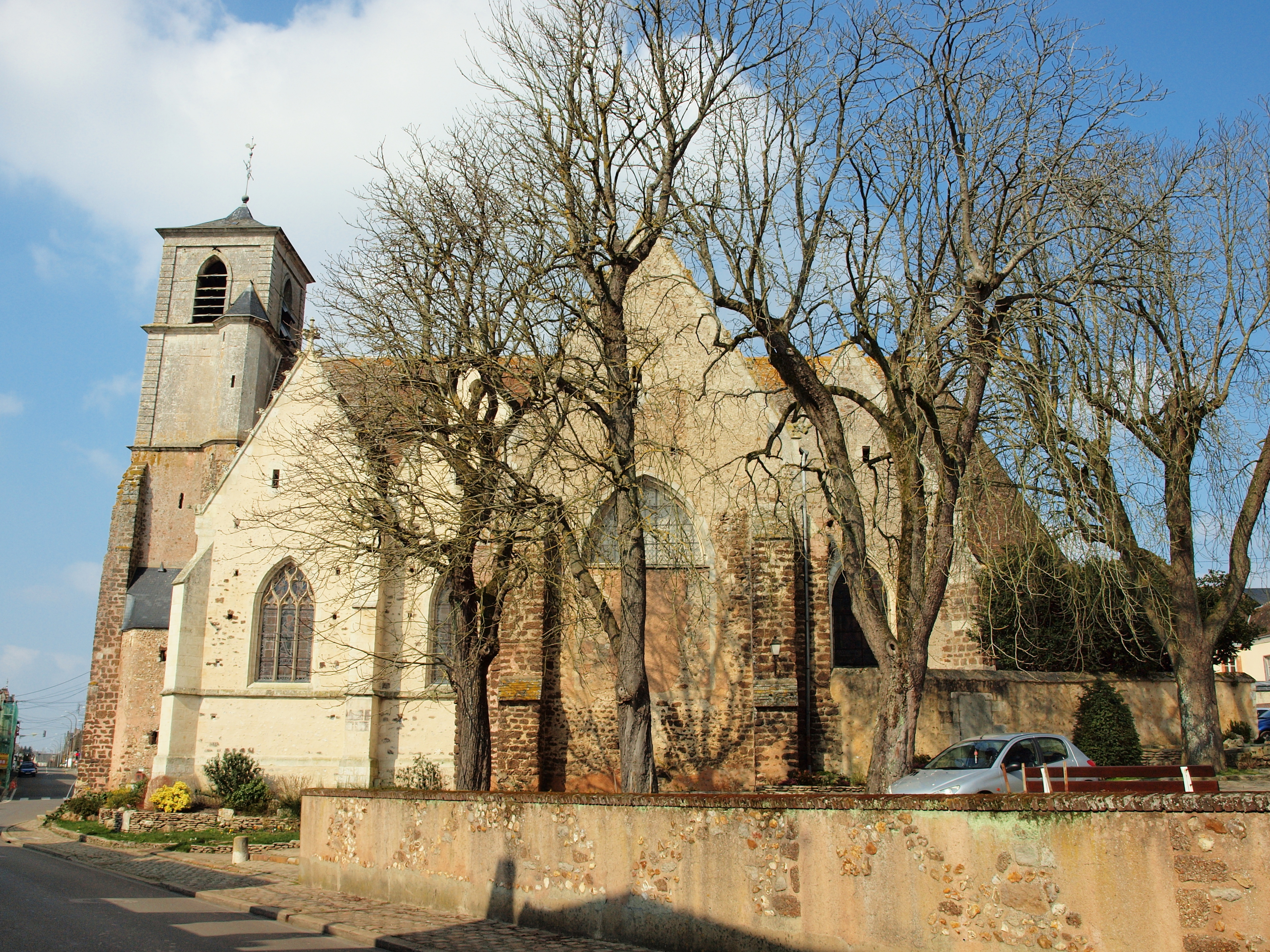
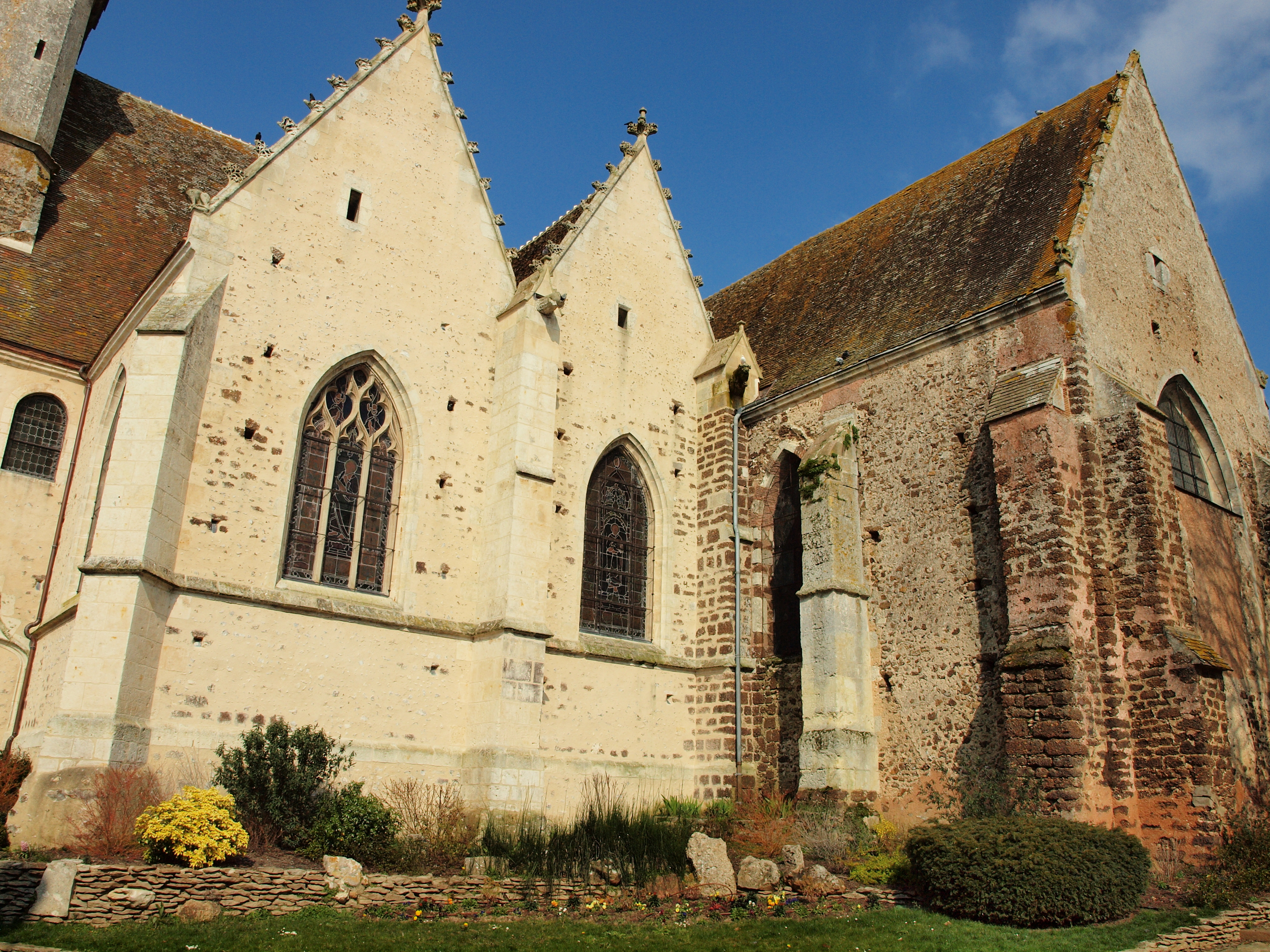
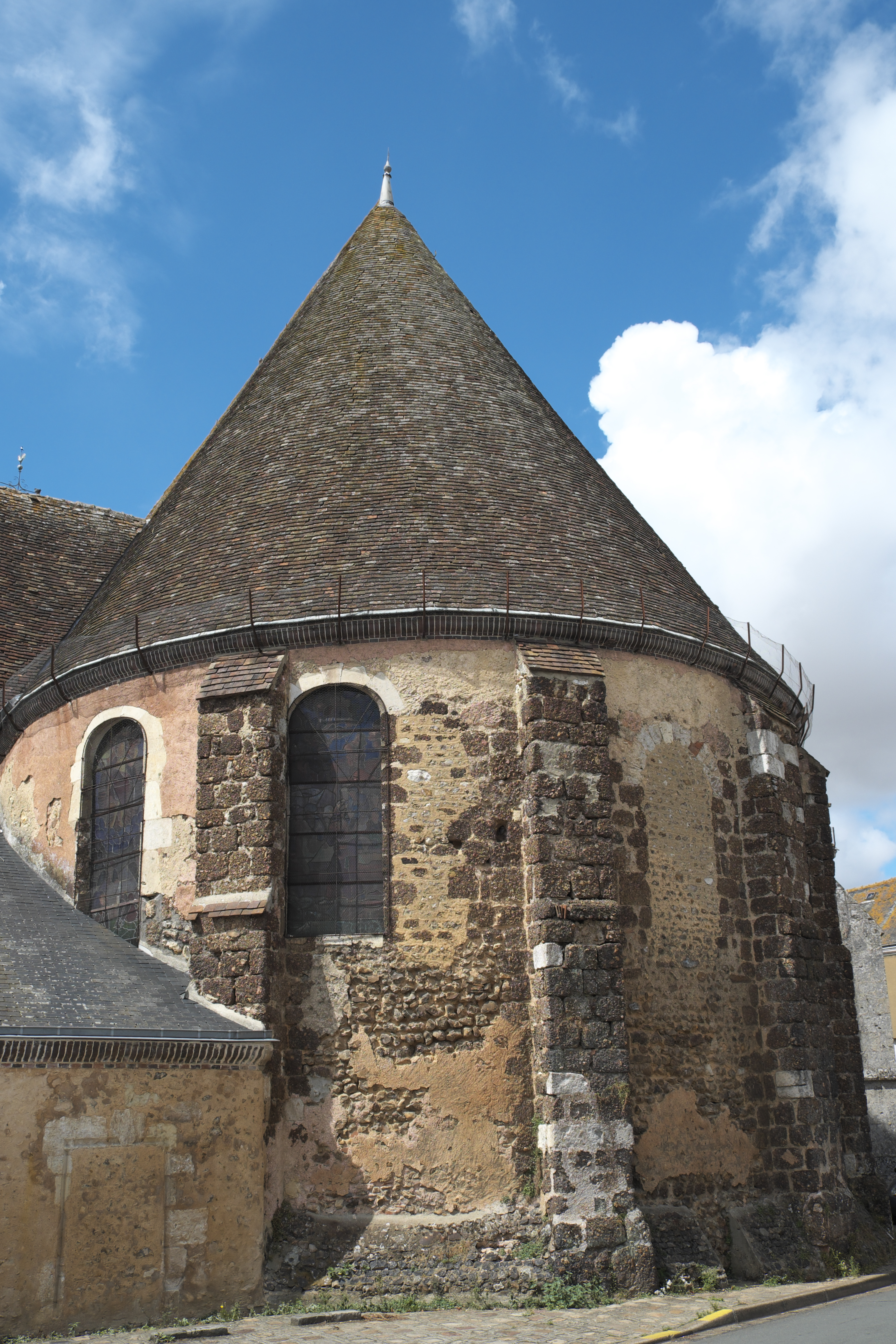
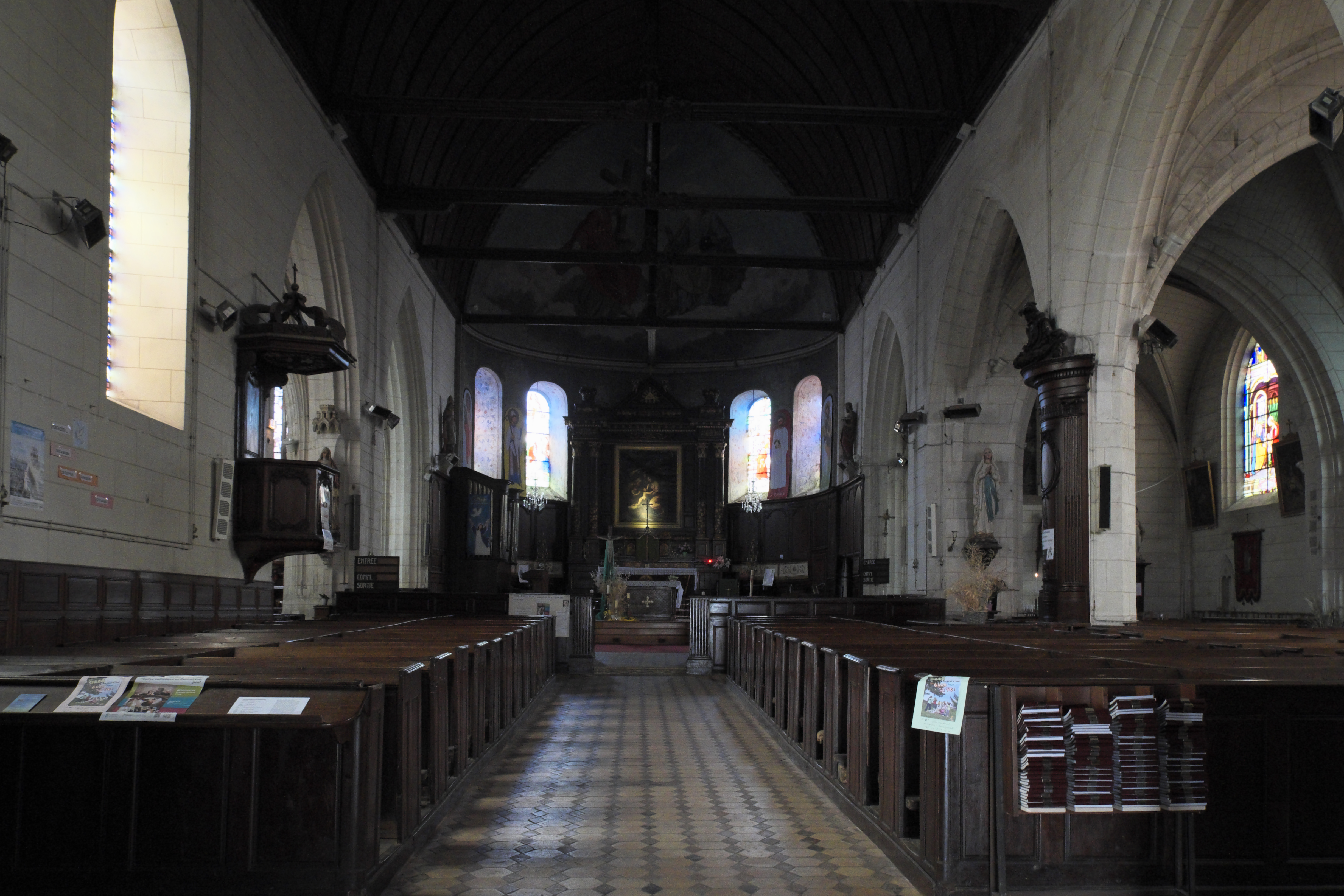

#### Chapelle Saint-Marc

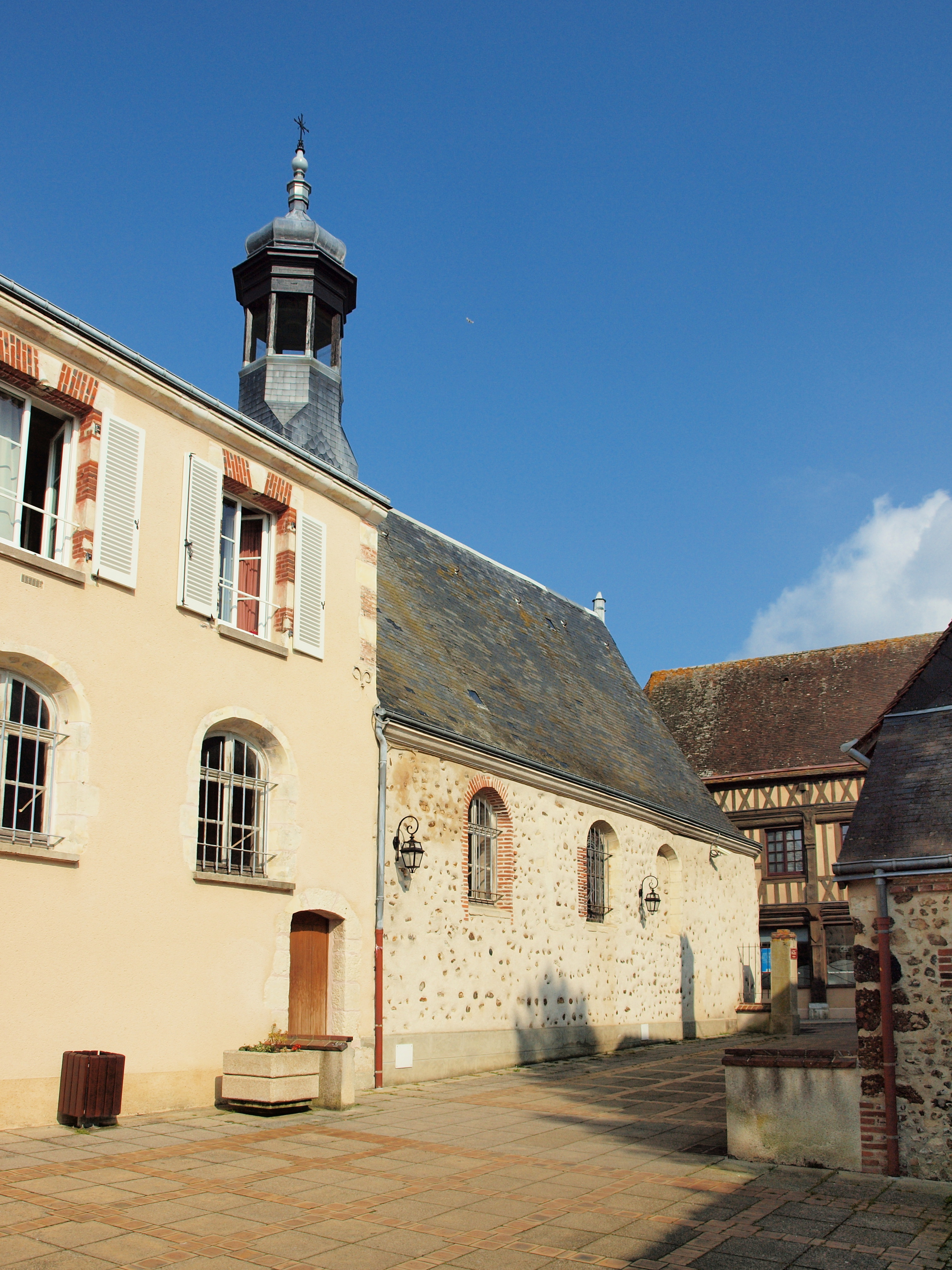
La chapelle Saint-Marc.

Construite en 1305, cette chapelle désaffectée possède les vestiges d'une abside restaurée aux XVIIIe et XIXe siècles. L'office de tourisme intercommunal du Perche-Gouët y est aujourd'hui installé, où des artistes locaux exposent.

### Édifices civils

#### Place des Halles
Construite avant 1368, une première halle en bois mesurait 50 mètres de longueur, 25 mètres de largeur et 17 mètres de hauteur soit plus du double de la halle d’aujourd’hui. La construction actuelle, en pierre, de dimensions plus modestes, date de 1846. La halle abrite, depuis le XIIe siècle, une partie de l'important marché qui se déroule tous les mercredis.

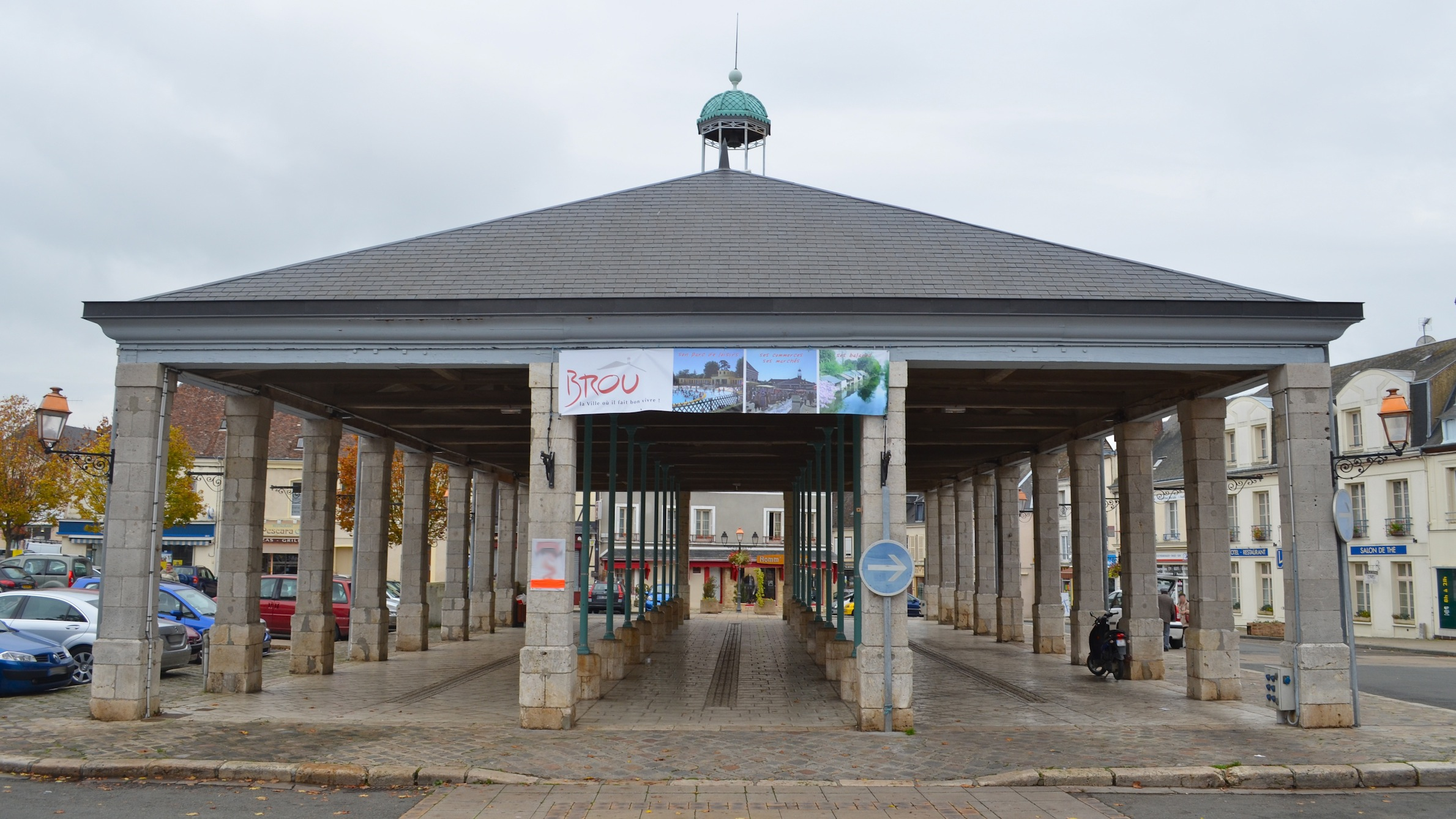
Les halles.
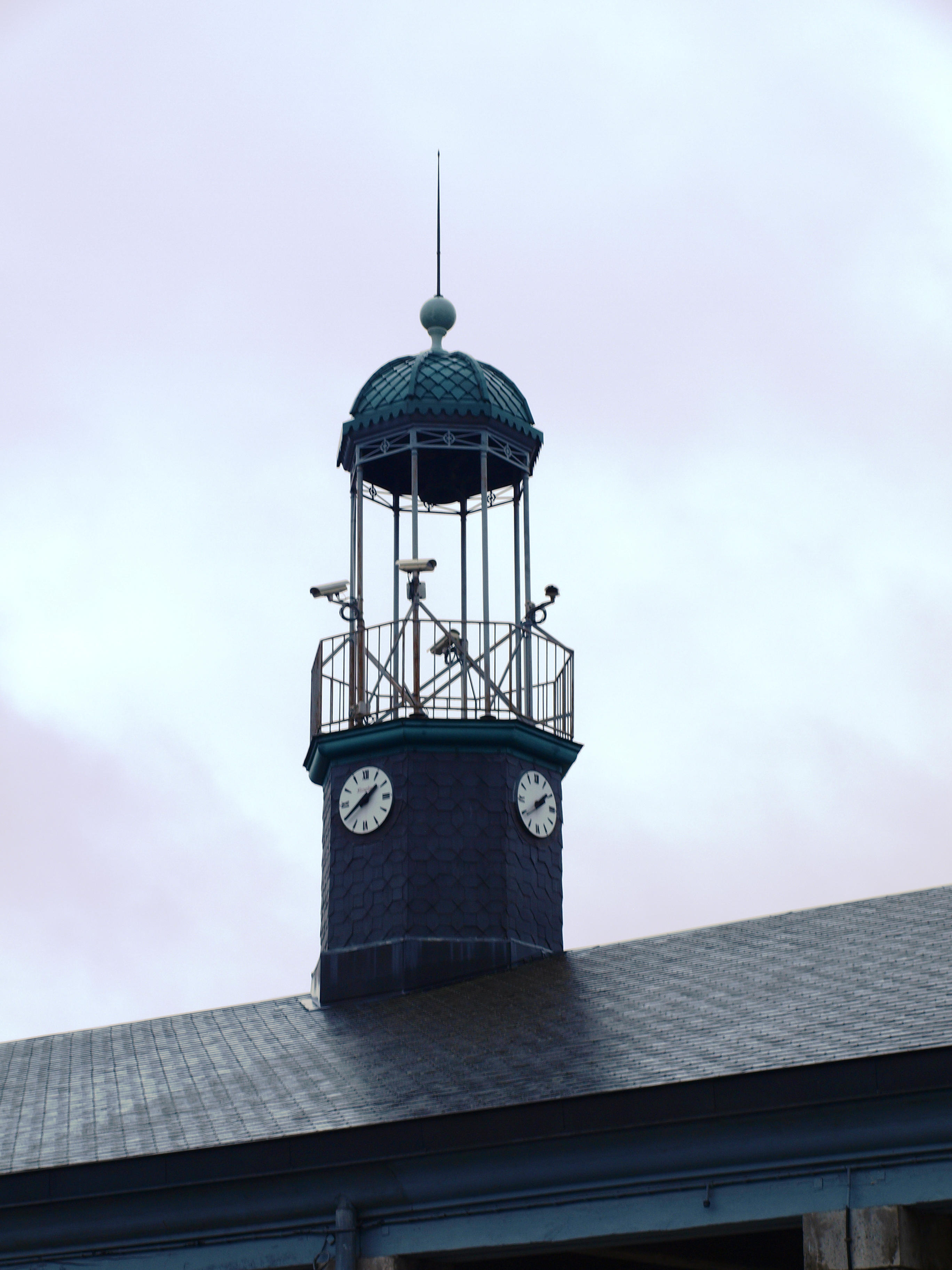
Clocheton des halles.
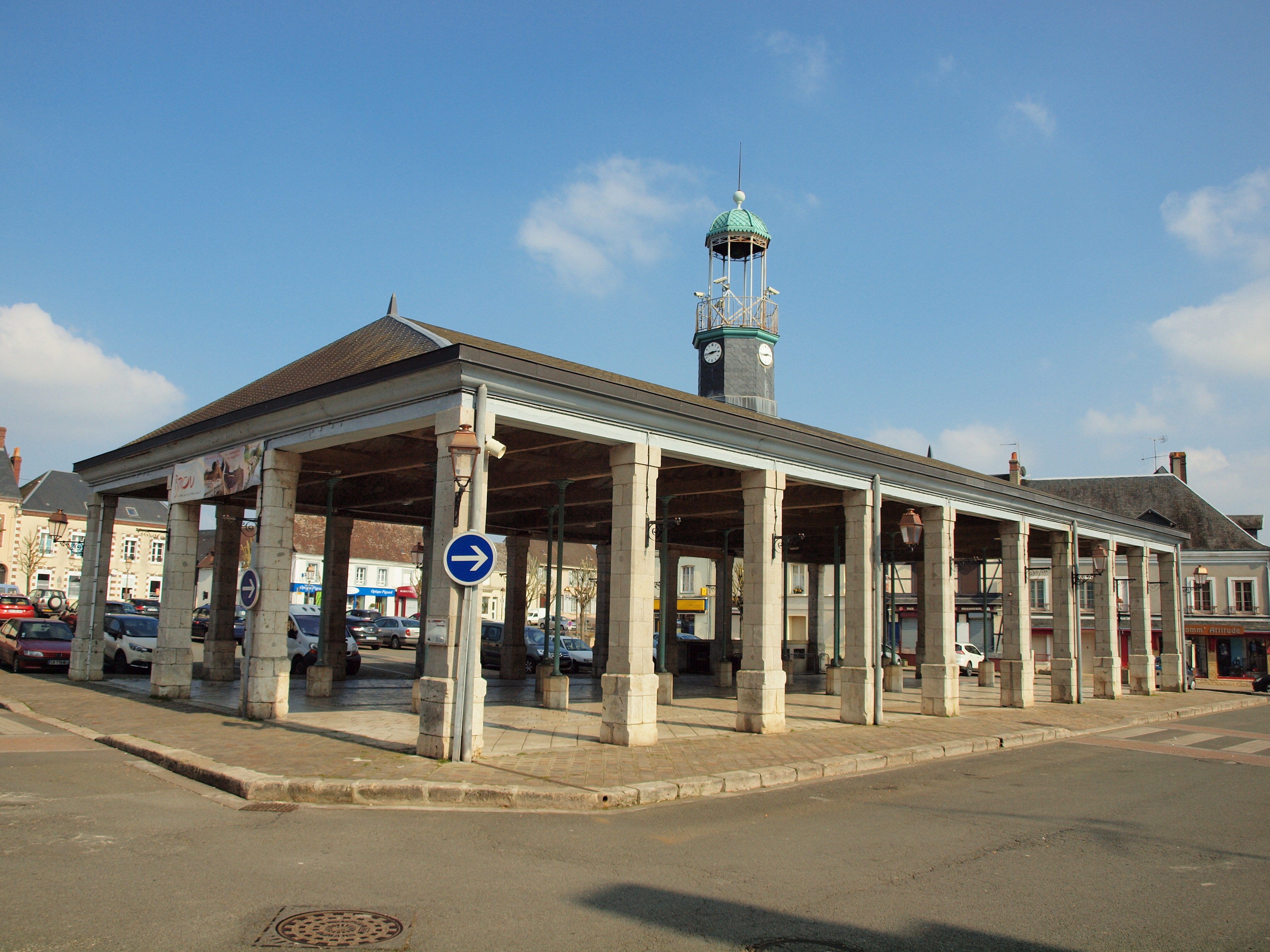

#### Maison duXVesiècle

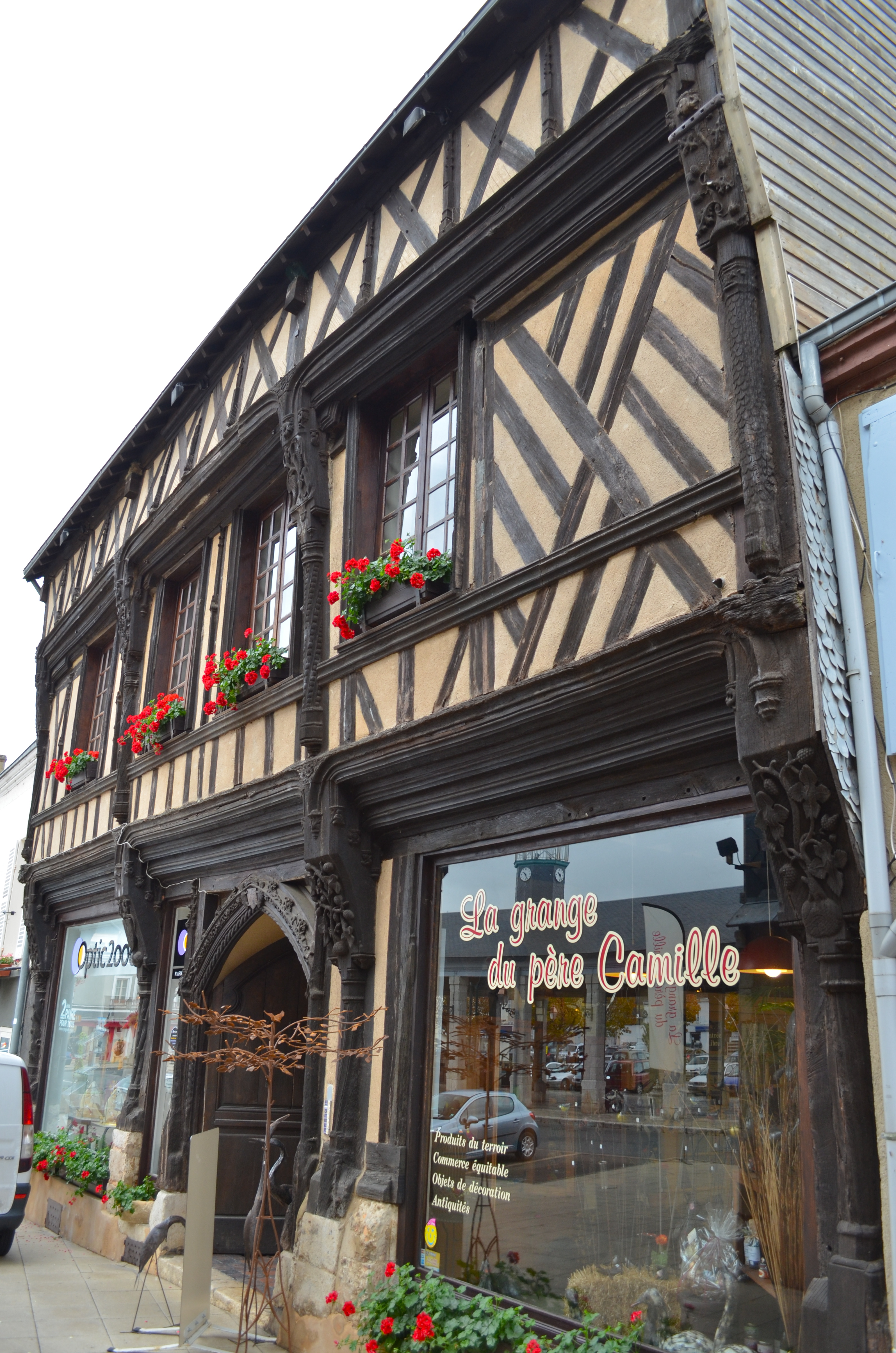
Maison du XVe siècle.

Une maison à pans de bois se situe sur la place des Halles. Elle date du XVe siècle,  Classé MH (1922).

#### Rue des Changes
Une maison à pans de bois est également située au 1, 3 rue des Changes ( Inscrit MH (1972)).

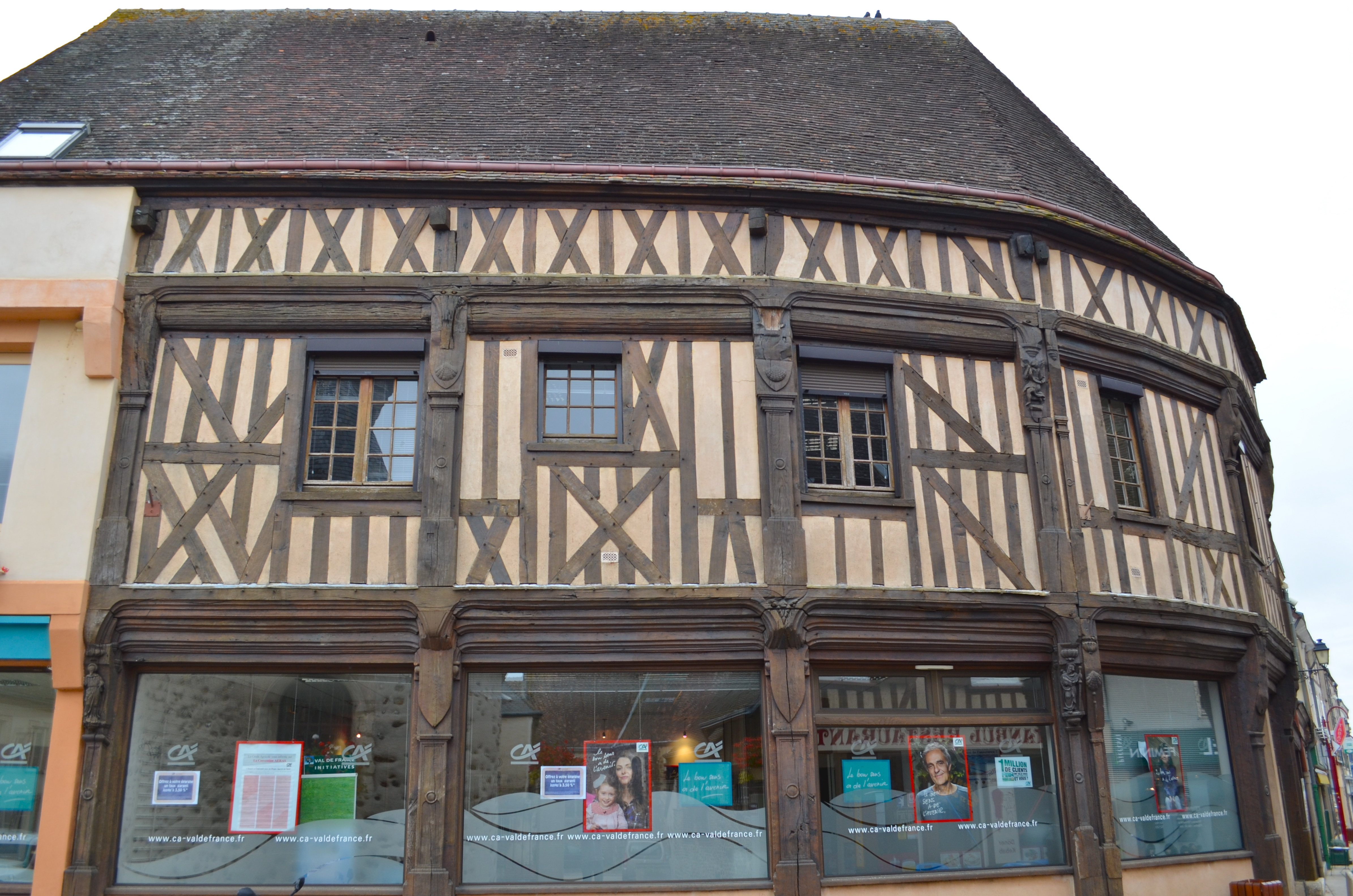
La maison à pans de bois.
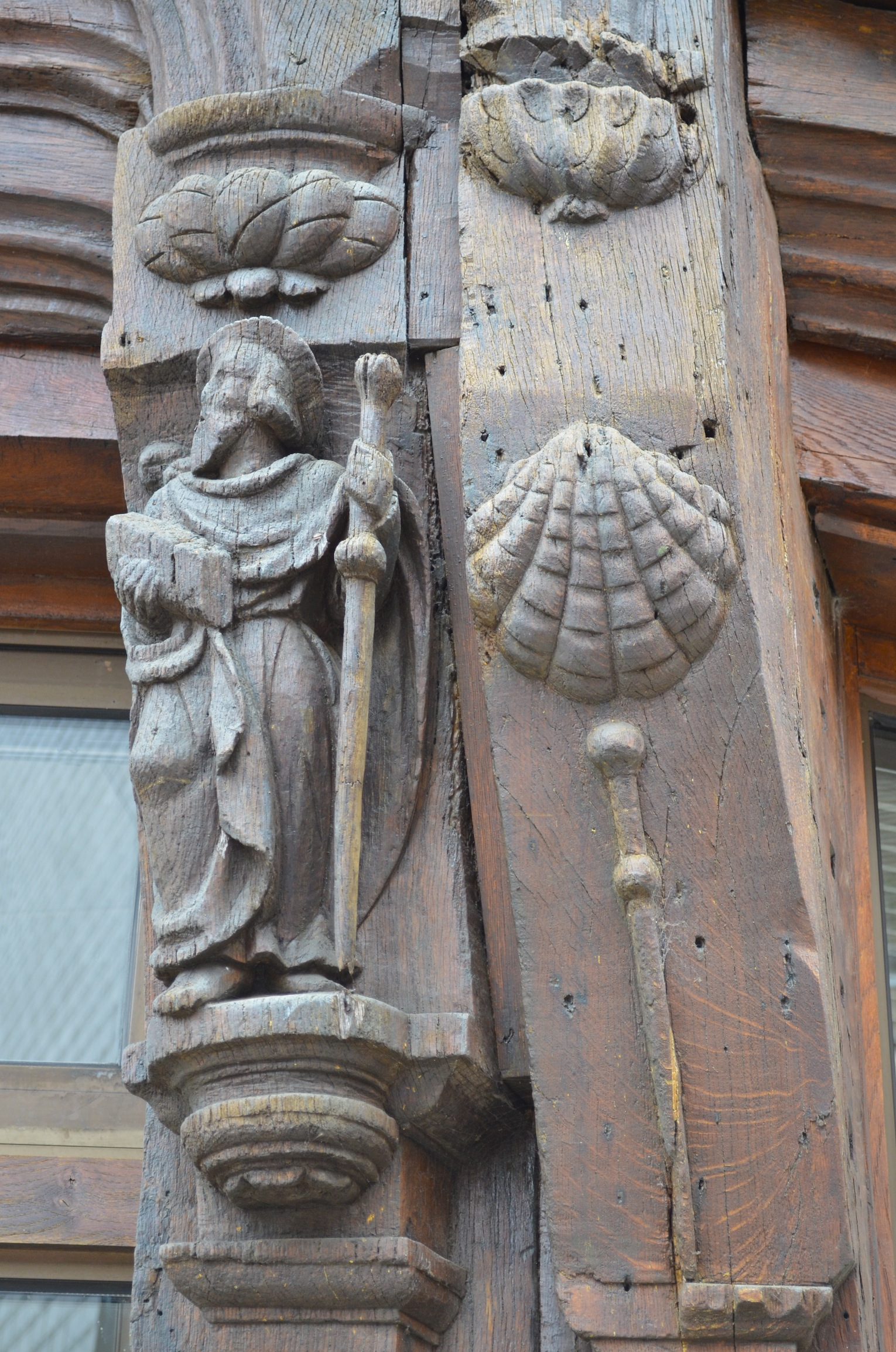
Statue de saint Jacques.
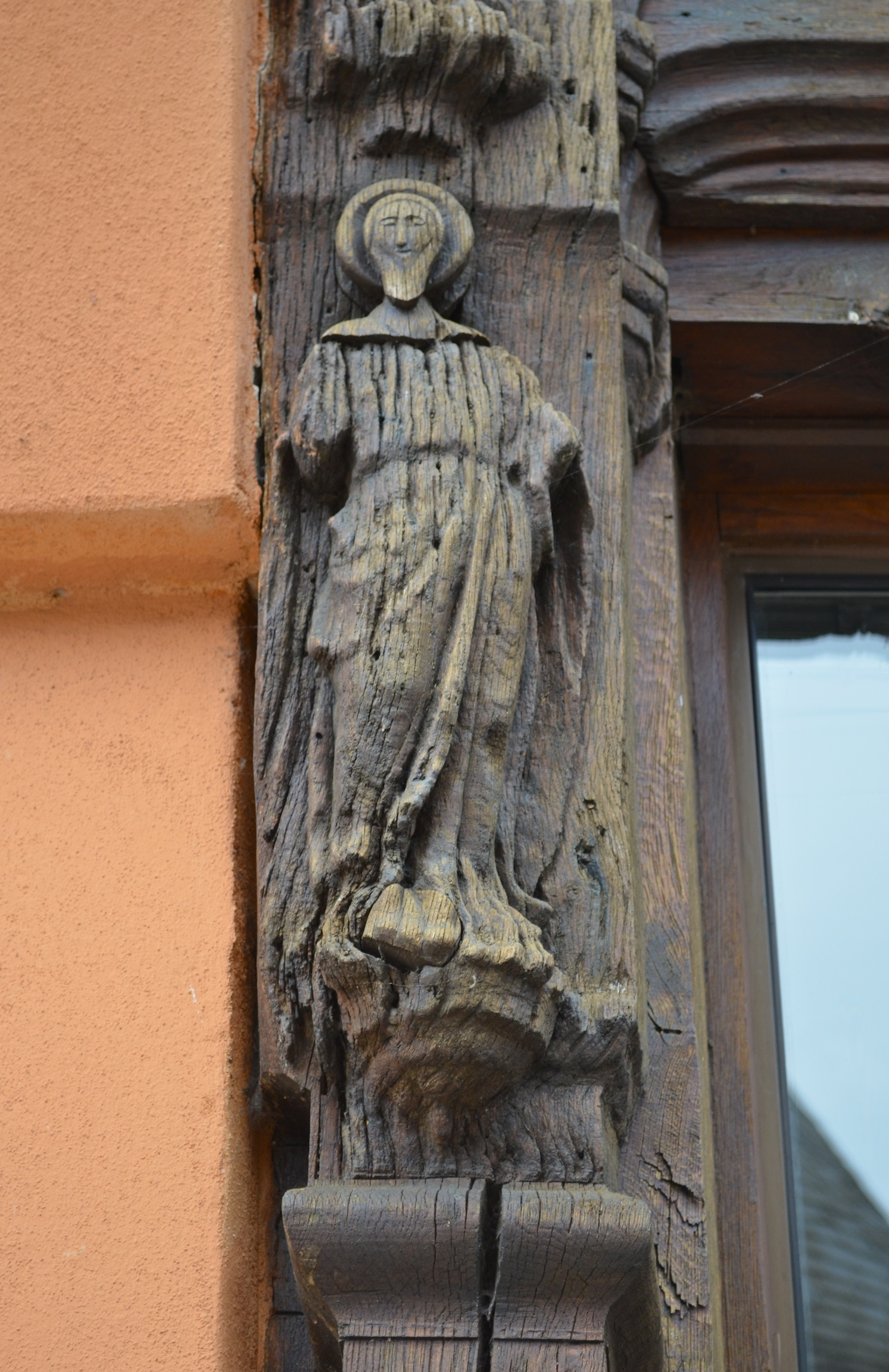
Statue.

#### Monument aux morts
Le monument aux morts de la guerre 1914-1918 a été réalisé par Félix Charpentier (1858-1924), sculpteur d'origine provençale installé à Chassant (Eure-et-Loir).
Grand magasin
La ville accueille le grand magasin Vouzelaud qui fait la renommée de cette dernière auprès des amateurs d'armes à feu et des chasseurs.

### Parcs et jardins
Un jardin et une promenade avec d'anciens lavoirs longent l'Ozanne. Auprès de l'étang de la Balastière et de l'étang Michel-Hamet, se trouvent le parc de loisirs avec la piscine découverte des Dauphins, labellisée Architecture contemporaine remarquable en 2016 et inscrite en tant que monument historique en 2024,, un camping, ainsi que le swin golf.
Brou a également le label « Station verte ».

### Personnalités liées à la commune
- Florimond Robertet (1458-1527), secrétaire d’État des rois Louis XII et François Ier, baron de Brou de 1509 à 1527. Le collège de la ville porte son nom.
- Adrien Bourdoise, né à Brou en 1584. Fondateur, en 1612 à Paris, d’un collège qui devient le séminaire de l'église Saint-Nicolas-du-Chardonnet.
- Paul Lelong (1851-1920) est un docteur en médecine.
- Al-Cartero (1861-1923) pseudonyme de Léonce Lacoarret, médecin ORL et écrivain occitan.
- Jean Valadier (Nîmes, 1878 - Paris, 1959), maire de 1926 à 1944, sénateur et ministre, vote les pleins pouvoirs à Pétain en 1940[63].
- Les Justes parmi les nations : Juliette Mathurin, nourrice, et Georges Mathurin, maçon, sont reconnus à titre posthume en 2001 Justes parmi les nations[64],[65].

### Héraldique
| Armes de Brou | Les armes de la commune de Brou se blasonnent ainsi : d'azur à la bande d'or chargée d'un demi-vol dextre de sable posé à plomb, accompagnée de trois étoiles d'or (adopté par délibération municipale en 1913). Ces armoiries rappellent celles de la famille Robertet. |